# Comuna Klepînine, Krasnohvardiiske
Klepînine (în ucraineană Клепиніне) este o comună în raionul Krasnohvardiiske, Republica Autonomă Crimeea, Ucraina, formată din satele Iastrubivka, Karpivka și Klepînine (reședința).

## Demografie
Componența lingvistică a comunei Klepînine
     Rusă (74,8%)
     Ucraineană (11,6%)
     Tătară crimeeană (10,88%)
     Alte limbi (0,26%)
Conform recensământului din 2001, majoritatea populației comunei Klepînine era vorbitoare de rusă (74,8%), existând în minoritate și vorbitori de ucraineană (11,6%) și tătară crimeeană (10,88%).